# 12年级的失败
《12年级的失败》（英語：12th Fail）是一部2023年印度印地语傳記劇情片，改編自阿努拉格·帕塔克（Anurag Pathak）2019年出版的同名非虛構書籍，講述了馬諾吉·庫馬爾·夏馬克服貧困成為印度警察的故事。電影由威杜·維諾德·喬普拉執導，維克蘭·馬賽在片中飾演夏馬，其他主演包括米達·尚卡爾、阿南特·V·喬希和安舍曼·普希卡。
《12年级的失败》2023年10月27日在戲院上映，僅以2億盧比，在全球取得超過6.9億盧比的票房，成為廣受好評且開低走高的賣座電影。本片在第69屆印度電影觀眾獎頒獎典禮上入圍了12項大獎，並獲得了當中的五項大獎：最佳電影、最佳導演（喬普拉）及評論獎最佳男主角（馬賽）。

## 演員
- 維克蘭·馬賽（英语：Vikrant Massey）飾演馬諾吉·庫馬爾·夏馬（英语：Manoj Kumar Sharma）
- 米達·尚卡爾（英语：Medha Shankr）飾演施拉達·喬希·夏馬（英语：Shraddha Joshi Sharma）
- 阿南特·V·喬希（英语：Anant V Joshi）飾演普里坦·潘迪（Pritam Pandey）
- 安舍曼·普希卡（英语：Anshumaan Pushkar）飾演高里·拜亞（Gauri Bhaiya）
- 普里耶修·查特奇（英语：Priyanshu Chatterjee）飾演杜希安特·辛格副警司（DSP Dushyant Singh）
- 維卡斯·迪維亞克提（英语：Vikas Divyakirti）飾演他自己

## 外部連結
- 互联网电影数据库（IMDb）上《12年级的失败》的资料（英文）
- 《12年级的失败》的Bollywood Hungama頁面